# عبد الله حمد الفطيم
عبد الله حمد الفطيم ملياردير إماراتي، صاحب مجموعة الفطيم، وابن عم الملياردير ماجد الفطيم.
حصل على ثروته من خلال العمليات في مجال السيارات، وكذلك تجارة التجزئة والعقارات.
اعتبارًا من أكتوبر 2018، قدرت ثروته الصافية بـ 3.1 مليار دولار. 

## حياته الشخصية
هو متزوج ويعيش في دبي. ابنه عمر الفطيم هو الرئيس التنفيذي لشركة الفطيم الخاصة ذ.م.م.
وهو مالك اليخت الضخم ريدينت، التي تم طلبه في الأصل من قبل بوريس بيريزوفسكي، وطوله 360 قدمًا، واعتبارًا من عام 2013، احتلت المرتبة السابعة في أغلى عملية استحواذ على الأصول الفاخرة على الإطلاق، وفقًا لدراسة أجرتها شركة Wealth-X.